# Empis ciliatopennata
Empis ciliatopennata är en tvåvingeart som beskrevs av Gabriel Strobl 1893. Empis ciliatopennata ingår i släktet Empis och familjen dansflugor. Inga underarter finns listade i Catalogue of Life.